# رنو آسترال
رنو آسترال (به فرانسوی: Renault Austral‎) یک کراس‌اوور کامپکت هیبریدی خفیف یا تقسیم قدرت (سگمنت سی) است که توسط رنو تولید و به بازار عرضه می‌شود. این خودرو در مارس ۲۰۲۲ به عنوان جانشین رنو کاجار رونمایی شد. آسترال بر روی نسل سوم پلت‌فرم سی‌ام‌اف-سی‌دی رنو-نیسان تولید شده‌است. تولید این خودرو در ژوئیه ۲۰۲۲ آغاز شد.
واژهٔ «آسترال» از واژهٔ لاتین «آسترالیس» مشتق شده‌است و از سال ۲۰۰۵ به عنوان علامت تجاری شناخته شده‌است.